# Stanisław Bartłomiej Bełżecki
Stanisław Bartłomiej (Franciszek) Bełżecki herbu Jastrzębiec – podwojewodzi bełski w 1696 roku, podczaszy czernihowski w latach 1676-1697, pisarz grodzki bełski w 1699 roku.
Poseł na sejm 1677 roku z nieznanego sejmiku.